# Polystichum subtripteron
Polystichum subtripteron är en träjonväxtart som beskrevs av Nikolai Nikolaievich Tzvelev. Polystichum subtripteron ingår i släktet Polystichum och familjen Dryopteridaceae. Inga underarter finns listade.